# Mayungan
Mayungan is een bestuurslaag in het regentschap Klaten van de provincie Midden-Java, Indonesië. Mayungan telt 4770 inwoners (volkstelling 2010).